# 352 a. C.
El año 352 a. C. fue un año del calendario romano prejuliano. En el Imperio romano se conocía como el Año del Consulado de Poplícola y Rutilo (o menos frecuentemente, año 402 Ab urbe condita).

## Acontecimientos
- En la Batalla del Campo de Azafrán, Filipo II de Macedonia conquista finalmente Tesalia.

## Nacimientos
- Apeles, pintor griego de la época de Alejandro Magno.

- Datos: Q226632